# Volksbank Stade-Cuxhaven

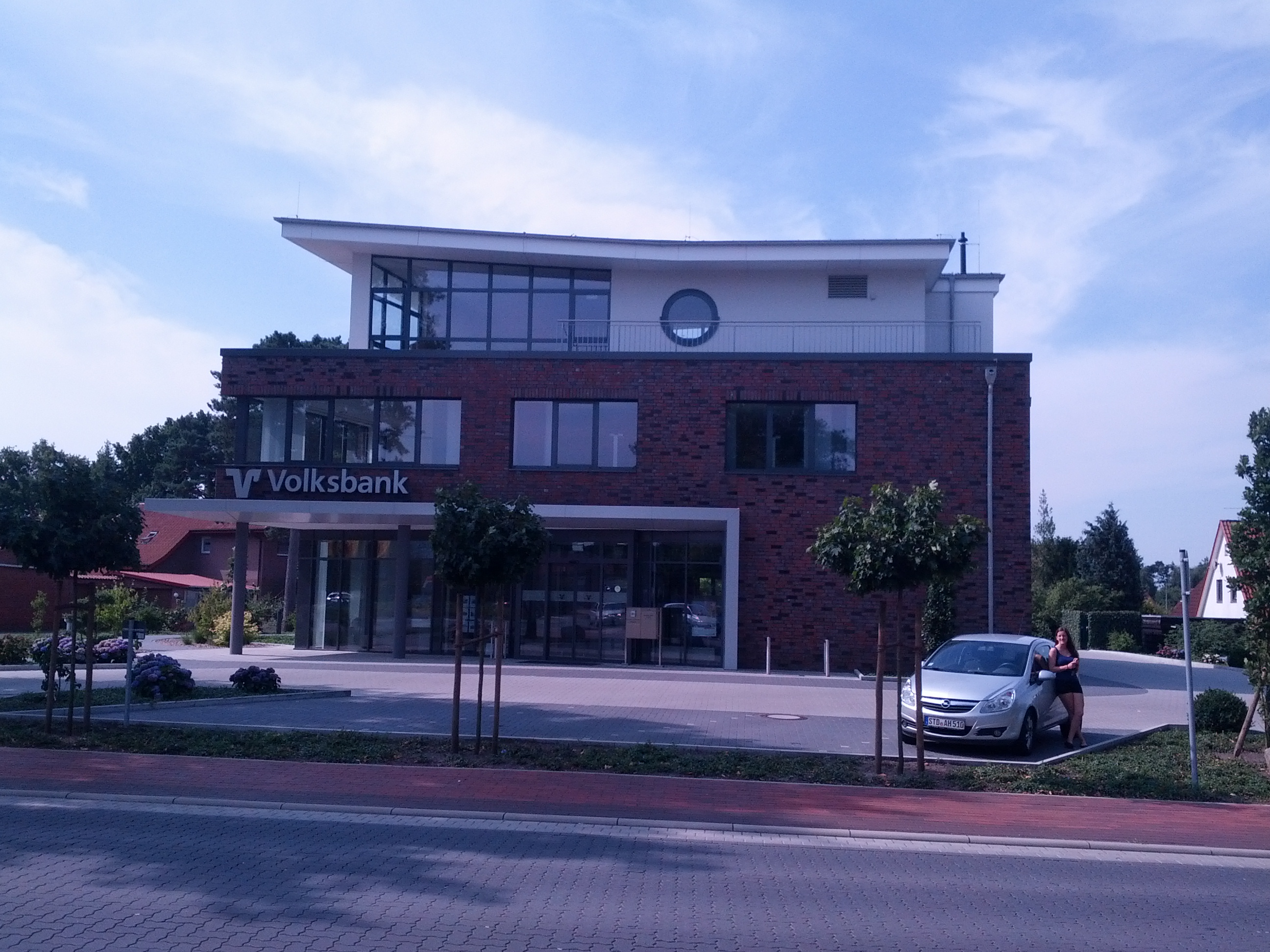
Filiale Hemmoor

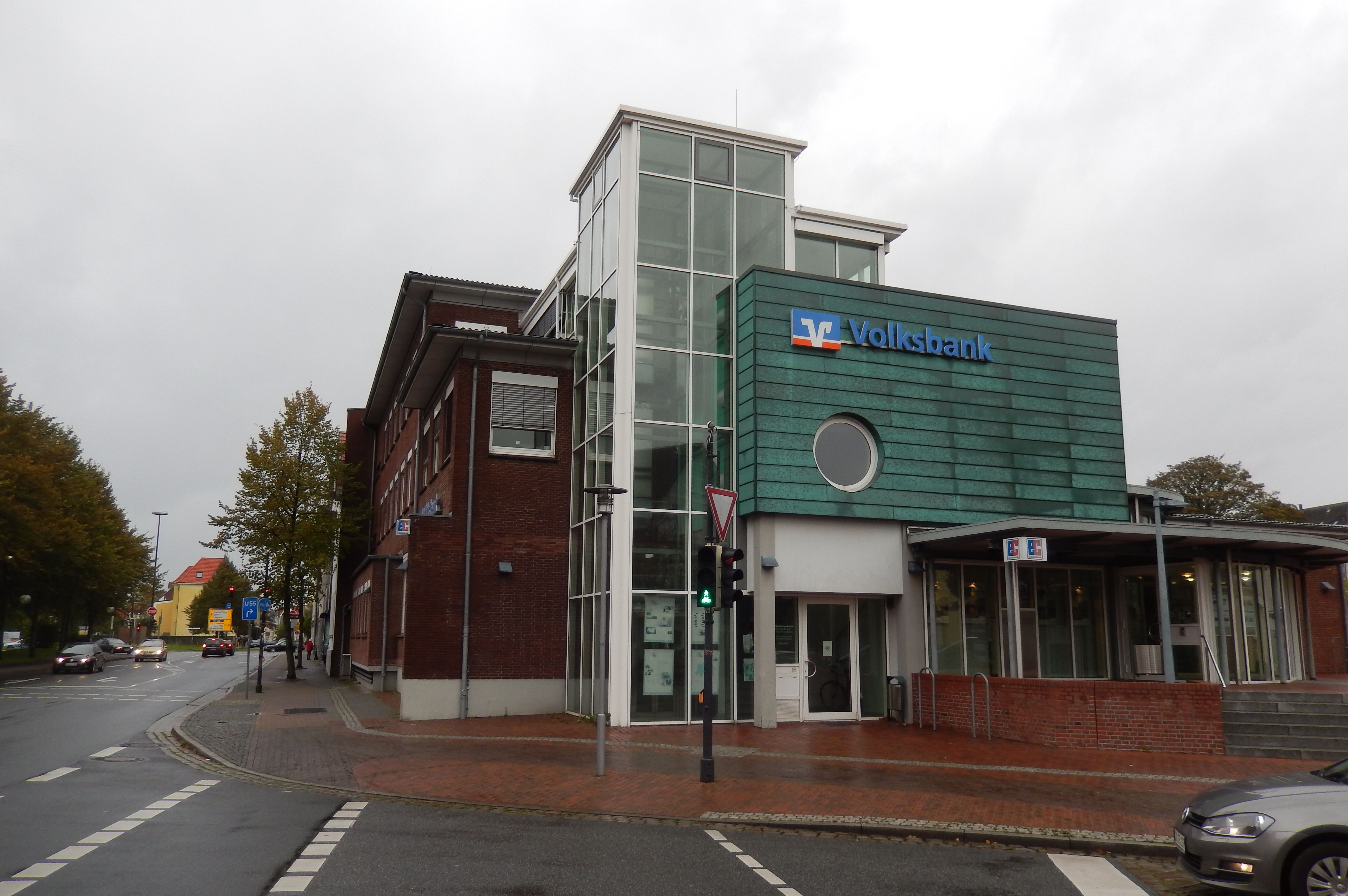
Filiale Cuxhaven, Ecke Abendrothstraße / Poststraße 6

Die Volksbank Stade-Cuxhaven eG ist eine deutsche Genossenschaftsbank mit Sitz in Stade. Ihr Geschäftsgebiet erstreckt sich entlang der Unterelbe von der südwestlichen Grenze Hamburgs bis nach Cuxhaven und umfasst auch die Insel Helgoland.

## Geschichte
Am 3. Dezember 1880 gründeten 21 Bürger in Cuxhaven ihren Spar- und Vorschußverein, um Landwirten und Handwerkern auch in schweren Zeiten zu Liquidität zu verhelfen. Sieben Jahre später – am 26. März 1887 – folgte Stade dem Cuxhavener Beispiel. Beide Institute expandierten mit eigenen Filialen und fusionierten jede für sich mit kleinen, unabhängigen Ortsbanken, wie es sie damals selbst in Dörfern gab. Die ursprünglichen Spar- und Vorschußvereine jedoch gelten als die eigentliche Keimzelle der Volksbank Stade-Cuxhaven. Das heutige Institut entstand letztlich durch die Fusion der Volksbanken Cuxhaven-Hadeln und Stade am 1. Januar 2000.

## Geschäftsgebiet
Neben der Hauptstelle in Stade betreibt die Bank zehn weitere Filialen in den Landkreisen Cuxhaven (Cadenberge, Cuxhaven, Hemmoor, Nordleda und Otterndorf), Pinneberg (Helgoland) und Stade (Buxtehude, Himmelpforten, Jork, und Steinkirchen). Hinzu kommen vier SB-Center in Warenhäusern in Buxtehude, Cuxhaven und Stade sowie drei SB-Filialen in eigenen Räumen in Cuxhaven-Duhnen, Cuxhaven-Altenwalde und Cuxhaven-Döse.

## Immobiliengeschäft
Über ihr Tochterunternehmen VR-ImmoService betreibt die Volksbank Stade-Cuxhaven das Immobiliengeschäft.